# Вольпе, Энтони
Энтони Майкл Вольпе (англ. Anthony Michael Volpe; 28 апреля 2001, Нью-Йорк, Нью-Йорк) — американский бейсболист, шортстоп клуба Главной лиги бейсбола «Нью-Йорк Янкис». Обладатель Золотой перчатки по итогам сезона 2023 года.

## Биография
Энтони Вольпе родился 28 апреля 2001 года в больнице Маунт-Синай на Манхэттене в семье врачей Майкла Вольпе и его супруги Исабель. Имеет итальянские и филиппинские корни. Имя получил в честь деда по отцовской линии. Учился в частной старшей школе Делбартон в Морристауне в Нью-Джерси. В 2018 году в составе национальной сборной возрастной категории до 18 лет выиграл чемпионат Панамериканской конфедерации бейсбола. В 2019 году был признан лучшим игроком штата Нью-Джерси. После окончания школы намеревался продолжить обучение в университете Вандербильта, но был выбран клубом «Нью-Йорк Янкис» в первом раунде драфта Главной лиги бейсбола 2019 года и принял решение начать профессиональную карьеру. Сумма бонуса при подписании контракта составила 2,74 млн долларов.
Осенью 2019 года Вольпе дебютировал в профессиональном бейсболе в составе клуба Аппалачской лиги для новичков «Пуласки Янкис». В 2020 году сезон в младших лигах был отменён из-за пандемии COVID-19, в результате он не принимал участия в официальных матчах. Первый полноценный сезон ему удалось провести только в 2021 году. По его ходу Вольпе выступал за «Хадсон-Вэлли Ренегейдс» и «Тампу Тарпонс», сыграв в 109 матчах с показателем отбивания 29,4 %, 27 выбитыми хоум-ранами и 33 украденными базами. В конце года его признали лучшим отбивающим системы младших лиг по версии официального сайта лиги. Чемпионат 2022 года он начал в команде «Сомерсет Пэтриотс», а по его ходу был переведён на уровень AAA-лиги в «Скрэнтон/Уилкс-Барре Рейлрайдерс». В период с мая по сентябрь Вольпе был одним из лучших бьющих в младших лигах, ему также удалось стать первым с 1995 года игроком фарм-команд, по ходу сезона выбившим не менее 20 хоум-ранов и укравшим не менее 50 баз.
Весной 2023 года на сборах команды Вольпе конкурировал за место основного шортстопа «Янкис» с Освальдом Перасой и Айзейей Кайнером-Фалефой. В 17 играх Грейпфрутовой лиги он отбивал с показателем 31,4 % с тремя хоум-ранами и пятью RBI. В конце марта главный тренер команды Аарон Бун сообщил о том, что в День открытия сезона в стартовом составе сыграет Вольпе. В своём первом сезоне в Главной лиге бейсбола он сыграл в 159 матчах, заработав показатель надёжности в защите 97,0 % и допустив 17 ошибок. В ноябре он стал обладателем Золотой перчатки лучшему игроку в защите на позиции шортстопа в Американской лиге. Вольпе стал первым новичком «Янкис», получившим эту награду, самым молодым её обладателем на позиции шортстопа, а также вторым в истории клуба лауреатом этого амплуа. В атакующей игре он испытывал трудности, получив 167 страйкаутов, что составило 27,8 % от общего количества его выходов на биту. Его итоговый показатель отбивания составил 20,9 % с 21 хоум-раном, 60 RBI и 24 украденными базами.